# ITF Staré Splavy
Das ITF Staré Splavy (offiziell: Mácha Lake Open) war ein Tennisturnier der ITF Women’s World Tennis Tour, das in Staré Splavy, Tschechien, auf Sandplatz ausgetragen wurde. Aufgrund gestiegenen räumlichen Bedarfs, der in Staré Splavy nicht gedeckt werden konnte, beschloss der Veranstalter das Turnier ab 2022 nach Česká Lípa zu verlegen.

## Siegerliste

### Einzel
| Jahr                         | Siegerin                      | Finalgegnerin                 | Ergebnis                      |
| ---------------------------- | ----------------------------- | ----------------------------- | ----------------------------- |
| ↓ Kategorie: $10.000 ↓       |                               |                               |                               |
| 1993                         | keine Informationen vorhanden | keine Informationen vorhanden | keine Informationen vorhanden |
| 1994                         | keine Informationen vorhanden | keine Informationen vorhanden | keine Informationen vorhanden |
| 1995                         | keine Informationen vorhanden | keine Informationen vorhanden | keine Informationen vorhanden |
| 1996                         | Eva Šestáková                 | Nikola Hübnerová              | 7:5, 6:3                      |
| 1997                         | Kateřina Kroupová             | Milena Nekvapilová            | 6:3, 3:6, 7:6                 |
| 1998                         | Jana Hlaváčková               | Milena Nekvapilová            | 3:6, 6:2, 6:2                 |
| 1999                         | Milena Nekvapilová            | Veronika Martinek             | 6:1, 7:6                      |
| 2000                         | Jitka Schönfeldová            | Renata Voráčová               | 6:4, 7:68                     |
| 2001                         | Jana Macurová                 | Hana Šromová                  | 6:2, 4:6, 6:3                 |
| 2002                         | Dominika Nociarová            | Zuzana Zemenová               | 5:7, 7:5, 6:0                 |
| 2003                         | Dominika Nociarová            | Antoaneta Pandscherowa        | 6:2, 6:3                      |
| 2004                         | Lucie Hradecká                | Sabrina Jolk                  | 6:1, 7:63                     |
| 2005                         | Petra Novotníková             | Veronika Raimrová             | 6:3, 6:3                      |
| 2006                         | Kateřina Vaňková              | Zuzana Zálabská               | 6:4, 6:4                      |
| 2007                         | Lenka Wienerová               | Kristina Steiert              | 6:4, 6:2                      |
| 2008–2016: nicht ausgetragen |                               |                               |                               |
| ↓ Kategorie: $25.000 ↓       |                               |                               |                               |
| 2017                         | Anna Karolína Schmiedlová     | Wera Lapko                    | 6:4, 7:5                      |
| ↓ Kategorie: $25.000 +H ↓    |                               |                               |                               |
| 2018                         | Monika Kilnarová              | Rebecca Šramková              | 7:65, 6:3                     |
| ↓ Kategorie: $60.000 +H ↓    |                               |                               |                               |
| 2019                         | Barbora Krejčíková            | Denisa Allertová              | 6:2, 6:3                      |
| ↓ Kategorie: $60.000 ↓       |                               |                               |                               |
| 2020                         | abgesagt                      | abgesagt                      | abgesagt                      |
| 2021                         | Zheng Qinwen                  | Aleksandra Krunić             | 7:65, 6:3                     |

### Doppel
| Jahr                         | Siegerinnen                                 | Finalgegnerinnen                     | Ergebnis                      |
| ---------------------------- | ------------------------------------------- | ------------------------------------ | ----------------------------- |
| ↓ Kategorie: $10.000 ↓       |                                             |                                      |                               |
| 1993                         | keine Informationen vorhanden               | keine Informationen vorhanden        | keine Informationen vorhanden |
| 1994                         | keine Informationen vorhanden               | keine Informationen vorhanden        | keine Informationen vorhanden |
| 1995                         | keine Informationen vorhanden               | keine Informationen vorhanden        | keine Informationen vorhanden |
| 1996                         | Ľudmila Cervanová Michaela Hašanová         | Nikola Hübnerová Michaela Paštiková  | 6:7, 7:6, 7:5                 |
| 1997                         | Jana Macurová Gabriela Navrátilová          | Kateřina Kroupová Jana Ondrouchová   | 6:2, 6:2                      |
| 1998                         | keine Informationen vorhanden               | keine Informationen vorhanden        | keine Informationen vorhanden |
| 1999                         | Gabriela Navrátilová Milena Nekvapilová     | Rochelle Rosenfield Anna Żarska      | 2:6, 6:3, 6:4                 |
| 2000                         | Andrea Plačková Paulina Šlitrová            | Jana Macurová Milena Nekvapilová     | 6:3, 6:4                      |
| 2001                         | Milena Nekvapilová Hana Šromová             | Olga Blahotová Gabriela Navrátilová  | 2:6, 6:4, 6:1                 |
| 2002                         | Eva Erbová Lenka Novotná                    | Stefanie Haidner Renata Kučerová     | 7:65, 6:0                     |
| 2003                         | Iveta Gerlová Lucie Kriegsmannová           | Jana Macurová Lenka Novotná          | 7:5, 6:3                      |
| 2004                         | Blanka Kumbárová Tereza Szafnerová          | Jana Děrkasová Tereza Hladíková      | 6:4, 6:4                      |
| 2005                         | Iveta Gerlová Lucie Kriegsmannová           | Petra Novotníková Veronika Raimrová  | 4:6, 6:4, 6:2                 |
| 2006                         | Iveta Gerlová Lucie Kriegsmannová           | Hana Birnerová Xenija Lykina         | 6:74, 6:2, 6:2                |
| 2007                         | Iveta Gerlová Lucie Kriegsmannová           | Hana Birnerová Monika Kochanová      | 6:2, 6:1                      |
| 2008–2016: nicht ausgetragen |                                             |                                      |                               |
| ↓ Kategorie: $25.000 ↓       |                                             |                                      |                               |
| 2017                         | Laura-Ioana Paar Anastasia Zarycká          | Tayisiya Morderger Yana Morderger    | 6:3, 6:4                      |
| ↓ Kategorie: $25.000 +H ↓    |                                             |                                      |                               |
| 2018                         | Marija Marfutina Anastasia Zarycká          | Johana Marková Sarah-Rebecca Sekulic | 5:7, 6:1, [10:8]              |
| ↓ Kategorie: $60.000 +H ↓    |                                             |                                      |                               |
| 2019                         | Natela Dsalamidse Nina Stojanović           | Kyōka Okamura Dejana Radanović       | 6:3, 6:3                      |
| ↓ Kategorie: $60.000 ↓       |                                             |                                      |                               |
| 2020                         | abgesagt                                    | abgesagt                             | abgesagt                      |
| 2021                         | Valentini Grammatikopoulou Richèl Hogenkamp | Amina Anschba Anastasia Dețiuc       | 6:3, 6:4                      |

## Quelle
- ITF Homepage